# Hubert Bequet
Pour les articles homonymes, voir Béquet.
 (mars 2016).
Si vous disposez d'ouvrages ou d'articles de référence ou si vous connaissez des sites web de qualité traitant du thème abordé ici, merci de compléter l'article en donnant les références utiles à sa vérifiabilité et en les liant à la section « Notes et références ».
Hubert Bequet est un industriel et céramiste belge du XXe siècle.

## Biographie

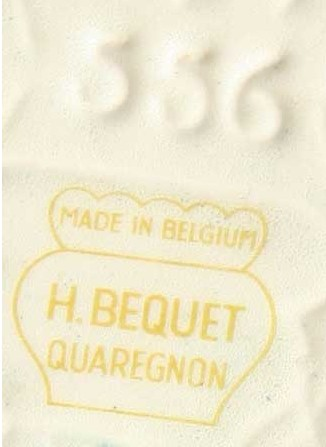
Cachet de la faïencerie Bequet à Quaregnon, Belgique.

En 1926, le jeune Hubert Bequet commence sa carrière à la manufacture Auguste Mouzin et Compagnie (AMC) qui deviendra plus tard la faïencerie de Wasmuël.
En 1934, il crée sa propre fabrique de faïence à Quaregnon. La faïencerie Hubert Bequet eut un fulgurant développement pour atteindre, en 1963, le sommet de sa réussite employant alors plus de cent cinquante travailleurs.
Confrontée à divers problèmes, la faïencerie est rachetée en 1978 par la société JEMA de Maastricht. Elle ferme ses portes définitivement en décembre 1982.
Hubert Bequet continue à produire de la faïence dans un petit atelier, La Faïencerie du Borinage, jusqu’en avril 1985.
La faïencerie Hubert Bequet fut l’une des rares fabriques de céramique belge à avoir réussi à associer créativité et production de masse de faïences.
Les productions soignées, fréquemment décorées à l'or fin, portent initialement au dos la marque Belgique associée à un numéro de modèle. Les productions plus tardives sont marquées d'un tampon « Made in Belgium H. Bequet Quaregnon ».